# Jean Chrétien Krüger
Pour les articles homonymes, voir Krüger.
Jean Chrétien Krüger (ou Kruger), né en 1795 et mort le 21 avril 1870 à Strasbourg, est un orfèvre français actif à Strasbourg, ainsi que dans d'autres localités d'Alsace.

## Biographie
Son lieu de naissance est incertain. Les Archives nationales conservent un dossier, ouvert en 1830, d'admission à domicile pour un orfèvre nommé Jean Chrétien Krüger, né le 8 février 1795 à Neustadt (Danemark).
Jean Chrétien Krüger devient compagnon-orfèvre dans l'atelier de François Daniel Imlin.
Il épouse Sophie Frédérique Staehling. Leur fils Jean Théodore Krüger (1827-1906) se formera à l'orfèvrerie auprès de Joachim Frédéric II Kirstein.

## Œuvre

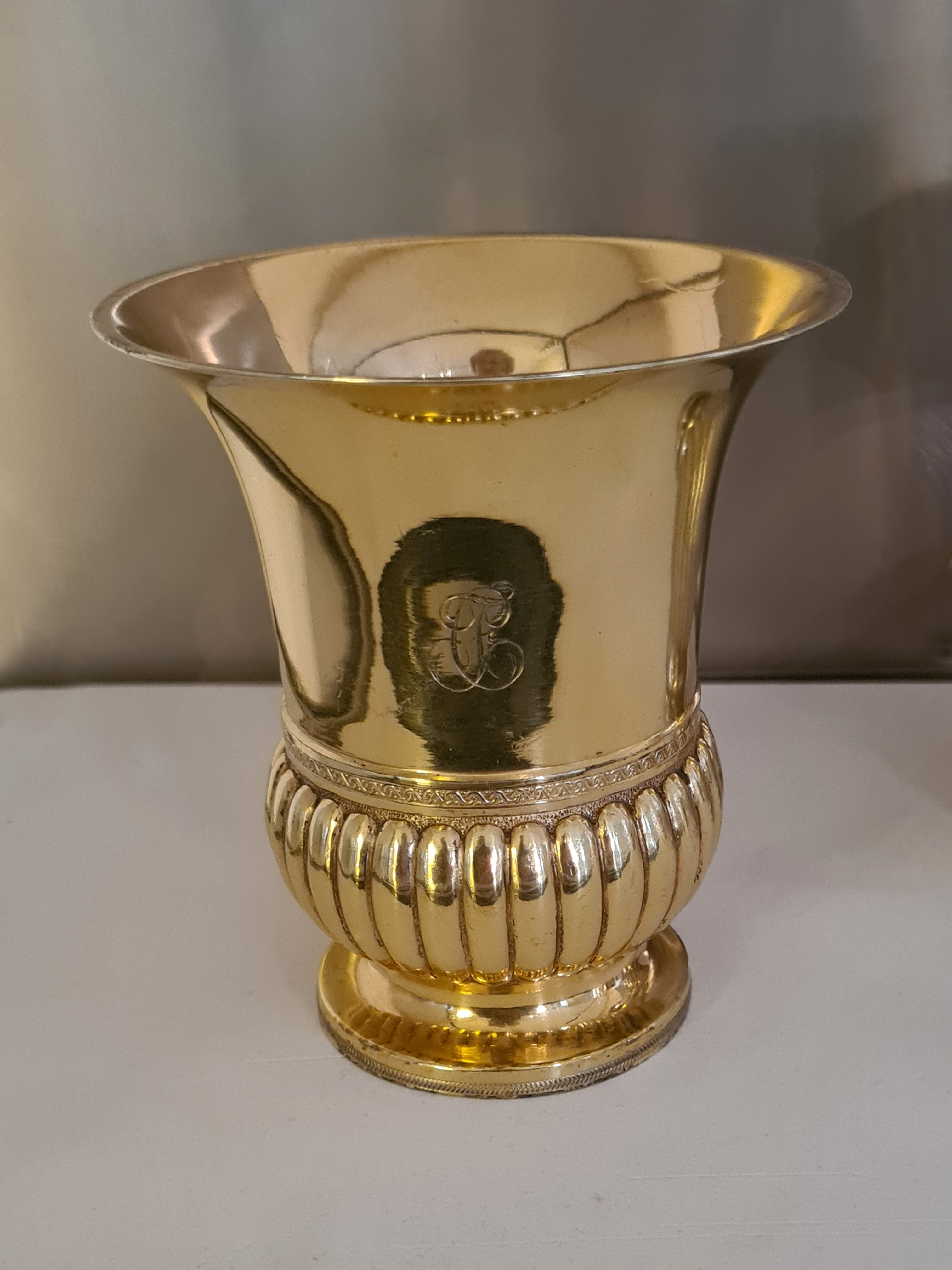
Gobelet en argent doré.

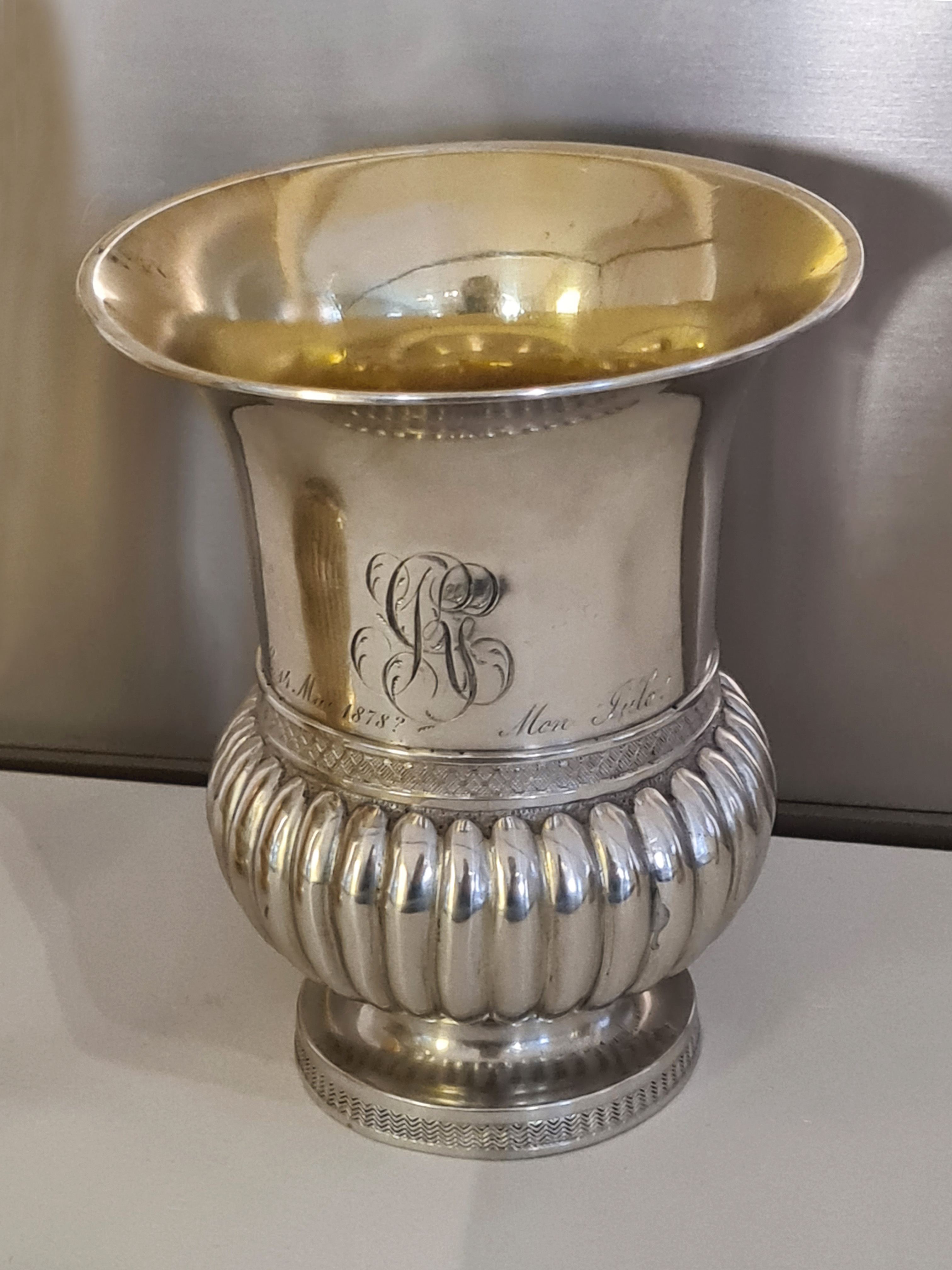
Gobelet partiellement doré.

Jean Chrétien Krüger utilise deux poinçons, un losange vertical (avec K surmonté d'une aiguière) et un poinçon rectangulaire au nom de Kruger. Son fils reprend les poinçons du père.
Le musée des Arts décoratifs de Strasbourg conserve deux gobelets.
L'un est en argent avec un intérieur doré. De forme tulipe, il a un bord supérieur très évasé. Sa partie inférieure godronnée est délimitée par un anneau en ressaut finement gravé d'un motif de treillage sur fond amati. Le piédouche est gravé d'une frise à motif de chevrons. Il porte la date du 26 mars 1836, ainsi qu'une inscription postérieure, datée de 1878.
L'autre, en vermeil, présente des caractéristiques très semblables. Cependant le piédouche est gravé à la roulette d'un motif de stries. La date n'est pas explicite, mais la pièce porte un poinçon de second titre (1819-1838), également le monogramme FC gravé sur le corps de l'objet.
Jean Chrétien Kruger est connu pour avoir travaillé pour tous les cultes.
Il a notamment réalisé une plaque de Torah (tass) offerte à la synagogue de Schalbach pour rosh-ha-shanah 651, soit durant l'automne 1850. Il s'agit d'une plaque en argent repoussé, ciselé et gravé avec application de motifs fondus à part, tels que les lions de Juda surmontant les colonnes du Temple.
L'église paroissiale catholique Saint-Laurent d'Aspach (Haut-Rhin) possède un calice dont la coupe et la fausse coupe sont l'œuvre de Krüger, alors que le pied a été réalisé par Antoine Laroche.
La patène de l'église protestante Saint-Ulrich à Ingenheim aurait été réalisée par Jean Chrétien ou par son fils Jean Théodore.